# Кантемировська (станція метро)
55°38′09″ пн. ш. 37°39′22″ сх. д. / 55.63583° пн. ш. 37.65611° сх. д.
«Кантеми́ровська» (рос. Кантемировская) — проміжна станція Замоскворіцької лінії Московського метрополітену. Розташована між станціями «Каширська» і «Царицино», на території району Царицино Південного адміністративного округу міста Москви.
12 листопада 2022 — 9 травня 2023 була  закрита через реконструкцію тунелю на дистанції «Царицино» – «Кантемировська».

## Історія
Станція відкрита 30 грудня 1984 у складі дільниці «Каширська» — «Орєхово».
Через відновлювальні роботи, пов'язані з ліквідацією затоплення тунелю, що виникло через порушення гідроізоляції на перегоні «Царицино» — «Орєхово», ділянка була закрита з 31 грудня 1984 року по 9 лютого 1985 року.
Станція отримала свою назву по Кантемировській вулиці, що в свою чергу була названа на честь 4-ї гвардійської Червонопрапорної ордена Леніна Кантемировської танкової дивізії, що прославилася у роки Другої Світової війни. У проекті носила назву «Леніно».

## Вестибюлі і пересадки
Наземні вестибюлі відсутні. Вихід у місто здійснюється через підземні переходи на Пролетарський проспект і Кантемировську вулицю. На станції є два виходи в місто.
- Автобуси: 150, 162, 164, 192, 217, 220, 663, 690, 701, 784, 839, 901, т11, ДП23; 
  - обласні: 489, 1020, 1066, 1200

## Технічна характеристика
Конструкція станції — односклепінна мілкого закладення (глибина закладення — 8 метрів) з однією острівною платформою. Побудована відкритим способом із зведенням склепіння з монолітного бетону.

## Колійний розвиток
Станція без колійного розвитку.

## Оздоблення
В оздоблені станції використана військово-історична тематика. Колійні стіни оздоблені коричневим мармуром з дрібними орнаментальними вставками, присвяченими військово-історичній темі. Підлога викладена чорним, сірим і червоним гранітом. По осі залу станції розташовані світильники і покажчики станцій.